# كولتون إيفرسون
كولتون إيفرسون (بالإنجليزية: Colton Iverson)‏ مواليد 29 يونيو 1989 في أبردين، هو لاعب كرة سلة أمريكي. بدأ مسيرته الاحترافية في سنة 2013. تم اختياره من قبل فريق إنديانا بايسرز خلال الدرافت. يحمل الرقم 24. يبلغ طوله 7 قدم 0 بوصة (2.1 م).

## المسيرة الاحترافية
لعب مع بشكتاش لكرة السلة في الدوري التركي في موسم 2013–2014، ثم لعب مع ساسكي باسكونيا في الدوري الإسباني في موسم 2014–2015، ثم لعب مع نادي كارشياكا لكرة السلة في موسم 2015–2016، ثم لعب مع مكابي تل أبيب لكرة السلة في سنة 2016.

## إحصائيات المسيرة

### الدوري الأوروبي
| السنة   | الفريق                   | لعب | بدأ | دقيقة | ميداني% | ثلاثية | حرة  | ارتداد | صنع | استلاب | تصدي | نقطة | أداء |
| ------- | ------------------------ | --- | --- | ----- | ------- | ------ | ---- | ------ | --- | ------ | ---- | ---- | ---- |
| 2014–15 | ساسكي باسكونيا           | 24  | 20  | 20.8  | .617    | .000   | .544 | 6.0    | .5  | .5     | .7   | 7.0  | 10.0 |
| 2015–16 | نادي كارشياكا لكرة السلة | 9   | 6   | 17.1  | .581    | .000   | .607 | 4.9    | .6  | .6     | .6   | 9.9  | 11.0 |
| 2016–17 | مكابي                    | 30  | 24  | 20.4  | .613    | .000   | .571 | 5.3    | .6  | .8     | .2   | 8.0  | 10.3 |
| المسيرة |                          | 24  | 20  | 20.8  | .617    | .000   | .544 | 6.0    | .5  | .5     | .7   | 7.0  | 10.0 |

### كأس أوروبا
| السنة                         | الفريق            | لعب | بدأ | دقيقة | ميداني% | ثلاثية | حرة  | ارتداد | صنع | استلاب | تصدي | نقطة | أداء |
| ----------------------------- | ----------------- | --- | --- | ----- | ------- | ------ | ---- | ------ | --- | ------ | ---- | ---- | ---- |
| كأس أوروبا لكرة السلة 2013–14 | بشكتاش لكرة السلة | 18  | 18  | 20.57 | .565    | .000   | .474 | 5.5    | .7  | .6     | .6   | 8.8  | 9.5  |
| المسيرة                       |                   | 18  | 18  | 20.57 | .565    | .000   | .474 | 5.5    | .7  | .6     | .6   | 8.8  | 9.5  |

### بطولات الدوري المحلية
| السنة                | الفريق            | لعب | بدأ | دقيقة | ميداني% | ثلاثية | حرة  | ارتداد | صنع | استلاب | تصدي | نقطة | أداء |
| -------------------- | ----------------- | --- | --- | ----- | ------- | ------ | ---- | ------ | --- | ------ | ---- | ---- | ---- |
| 2013–14 [الإنجليزية] | بشكتاش لكرة السلة | 29  | 29  | 14.9  | .511    | .000   | .494 | 4.3    | .6  | .6     | .2   | 6.2  | –    |
| 2014–15              | ساسكي باسكونيا    | 37  | 33  | 20    | .600    | .000   | .640 | 5.7    | .4  | .7     | .5   | 7.0  | 9.6  |
| المسيرة              |                   | 33  | 31  | 17.5  | .555    | .000   | .567 | 5      | .5  | .7     | .4   | 6.6  | 9.6  |

## روابط خارجية
- كولتون إيفرسون على موقع الدوري الأوروبي لكرة السلة (الإنجليزية)
- كولتون إيفرسون على موقع سبورتس رفرنس (الإنجليزية)
- كولتون إيفرسون على موقع الدوري الإسباني لكرة السلة (الإسبانية)
- كولتون إيفرسون على موقع كرة السلة الأوروبية.كوم (الإنجليزية)
- كولتون إيفرسون على موقع كلية كرة السلة في سبورتس رفرنس.كوم (الإنجليزية)
- كولتون إيفرسون على موقع ريلجم (الإنجليزية)
- كولتون إيفرسون على موقع بروبوليرز (الإنجليزية)
- كولتون إيفرسون على موقع سبورتس رفرنس (الإنجليزية)